# Aebutina
Aebutina is een monotypisch geslacht van spinnen uit de  familie van de Dictynidae (kaardertjes).

## Soort
- Aebutina binotata Simon, 1892